# 이리듐 위성

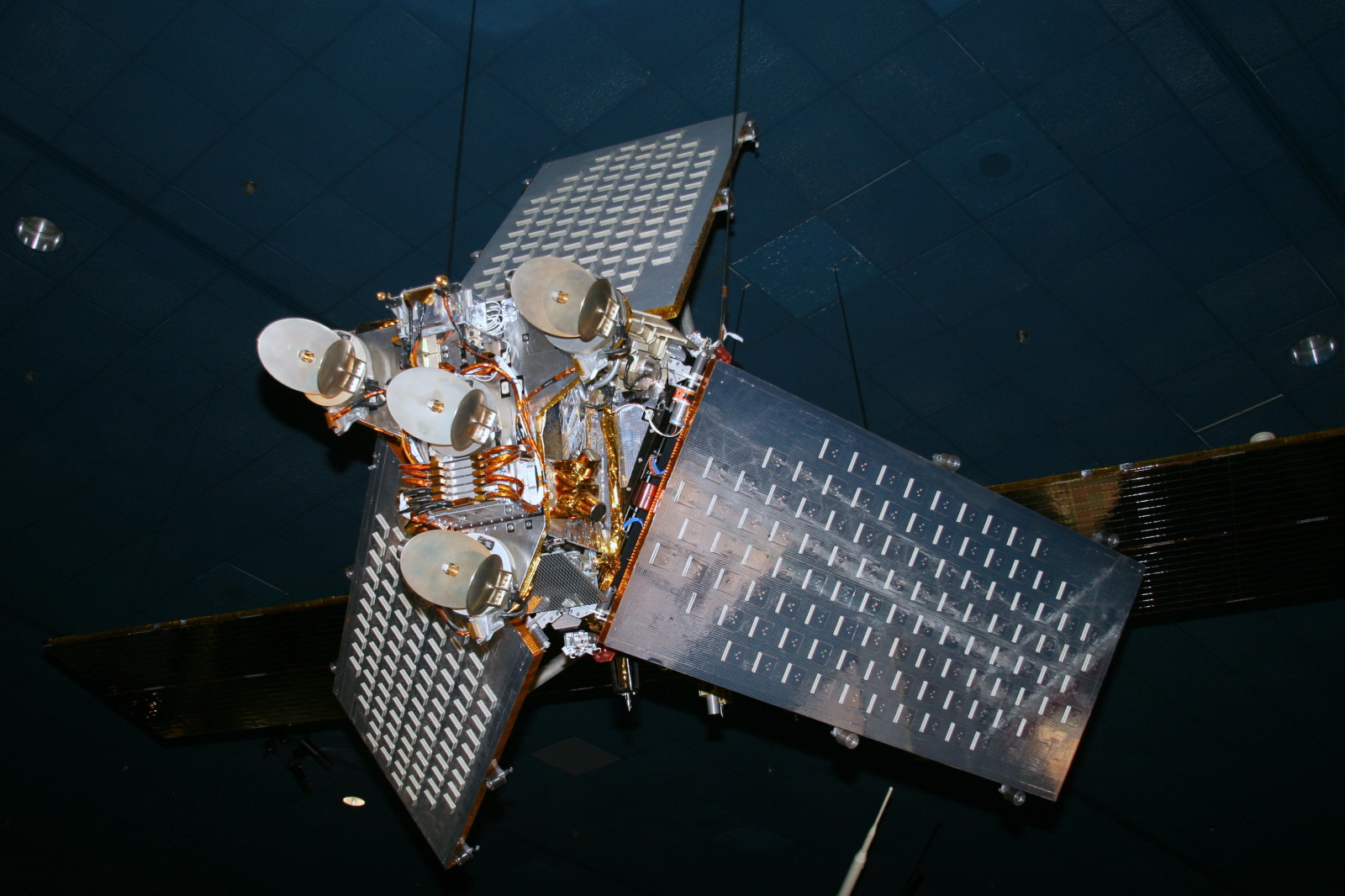
1세대 이리듐 위성의 복제품

이리듐 위성에 의한 지구 상의 서비스 배급 지도. 애니메이션은 약 10분 단위로 표시된 것이다.

이리듐 위성(Iridium satellite)은 L 밴드 음성 및 데이터 보급을 지상의 위성 전화, 삐삐, 연동 송수신기에 온전히 제공한다. 이리듐 커뮤니케이션스는 위성군을 소유하고 운영하고 있으며 추가적으로 서비스 접속 및 장비를 판매한다. 원래 베리(Bary Bertiger), 레이먼드 J. 레오폴드, 켄 페터슨에 의해 1987년 말 계획(그리고 1988년 자사의 이름으로 모토로라에 의해 특허로 보호)된 것이며 이후 1993년 7월 28일부터 1998년 11월 1일까지 고정 가격 계약을 통해 모토로라에 의해 개발되었다.
위성군은 전 세계를 대상으로 한 보급을 위해 궤도에 66개의 활성화된 위성으로 구성되며 실패 복구를 위해 여분의 위성들이 몇 개 더 존재한다. 위성들은 지구 저궤도에 위치하며, 대략 485 mi (781 km) 높이에 궤도 경사는 86.4°이다. 위성들의 궤도 속도는 약 17,000 mph (27,000 km/h)이다. 위성들은 주위 위성들과 통신한다. Ka 대역의 위성 간 링크를 통해 통신한다. 각 위성은 4개의 위성 링크가 있다. 위성들은 거의 100분의 궤도 주기와 함께 극에서 동일한 극으로 궤도를 이동한다. 특히 북극과 남극에서의 서비스 보급, 뛰어난 위성 가시성을 위해 설계된 것이다.
이리듐 위성의 반사 안테나의 모양으로 인해 위성들은 작은 지표 면적에 햇빛을 집중시킨다. 이를 이리듐 플레어라고 하는데, 위성이 잠깐 동안 밤하늘의 가장 밝은 물체 중 하나로 나타나며 심지어는 낮에도 볼 수 있다.

## 역사
이리듐 위성군은 1990년대 초에 고안된 것으로, 지구 상의 높은 위도에서 신뢰할 수 있는 위성 통신 서비스를 제공시키게 하는 한 방법이었다. 초기 계산으로는 위성 77개가 필요했으므로 원자 번호 77의 금속의 이름을 따서 "이리듐"이라고 이름을 지었다. 이후 위성의 통신 서비스 보급을 위해 66개가 필요한 것으로 변경되었다.
1세대 위성군은 이리듐 SSC에 의해 개발되었고 모토로라가 자금을 지원했다. 이 위성들은 1997년부터 2002년까지 배치되었다. 이리듐의 개념의 결점은 상용 서비스가 시작되기 전에 모든 위성들이 궤도에 있어야 했다는 점으로, 초기 경비가 높았다.
이리듐 SSC는 여러 로켓들을 통해 자사의 77개 위성을 궤도에 배치시켰으며 여기에는 미국, 러시아, 중국의 우주발사체가 동반되었다. 60개가 12개의 델타 II LV(각각 5개의 위성을 수송) 상의 궤도에 발사되었다. 21개는 7개 위성을 위한 3대의 프로톤-K/DM2 LV를 통해, 2개는 2개 위성을 위한 1대의 로콧/브리즈-KM KV를 통해, 12개는 각각 2개의 위성을 실은 6개의 창정 2C/SD LV를 통해 이루어졌다. 1세대 위성들의 초기 설치비는 대략 50억 달러에 이르렀다.
최초의 시범용 통화는 1998년에 네트워크를 통해 이루어졌으며 전 세계적인 온전한 보급은 2002년에 이르러서야 이루어졌다. 그러나 시스템이 기술적 요건을 충족했지만 시장에서 그다지 성공적이지는 못했다. 모회사 모토로라가 지정한 이리듐의 가격대의 제품에 대해 시장 수요가 충분히 존재하지 않았다. 이 회사는 위성군 제조와 관련한 부채를 감당할 소득을 얻는데 실패하였고 이리듐은 파산 절차에 들어갔는데 이는 당시 미국 역사상 최대의 파산으로 기록되었다.

### 2세대
2세대 이리듐-넥스트(Iridium-NEXT) 위성들이 2017년 1월 기존의 위성군에 배치되기 시작했다. 이리듐 SSC의 뒤를 잇는 이리듐 커뮤니케이션스는 탈레스 알레니아 스페이스와 오비털 ATK가 제조한 총 81개의 새로운 위성들을 주문하였다. 66개는 운영 장치, 9개는 궤도 여분, 6개는 지상 여분이었다.

## 발사 이력
99개의 위성들 가운데 95개가 1997년부터 2002년까지 발사되었다.
22개의 미션(1997년에는 9개, 1998년에는 10개, 1999년에는 1개, 2002년에는 2개)을 통해 95개 위성들이 발사되었다.
| 발사일     | 발사 지역  | 발사체            | 위성 번호 (발사 시 기준)            |
| ---------- | ---------- | ----------------- | ----------------------------------- |
| 1997-05-05 | 반덴버그   | 델타 II 7920-10C  | 4, 5, 6, 7, 8                       |
| 1997-06-18 | 바이코누르 | Proton-K/17S40    | 9, 10, 11, 12, 13, 14, 16           |
| 1997-07-09 | 반덴베르그 | Delta II 7920-10C | 15, 17, 18, 20, 21                  |
| 1997-08-21 | 반덴베르그 | Delta II 7920-10C | 22, 23, 24, 25, 26                  |
| 1997-09-01 | 타이위안   | 창정 2C-III/SD    | Iridium payload test / no satellite |
| 1997-09-14 | Baikonur   | Proton-K/17S40    | 27, 28, 29, 30, 31, 32, 33          |
| 1997-09-27 | 반덴베르그 | Delta II 7920-10C | 19, 34, 35, 36, 37                  |
| 1997-11-09 | 반덴베르그 | Delta II 7920-10C | 38, 39, 40, 41, 43                  |
| 1997-12-08 | 타이위안   | 창정 2C-III/SD    | 42, 44                              |
| 1997-12-20 | 반덴베르그 | Delta II 7920-10C | 45, 46, 47, 48, 49                  |
| 1998-02-18 | 반덴베르그 | Delta II 7920-10C | 50, 52, 53, 54, 56                  |
| 1998-03-25 | 타이위안   | 창정 2C-III/SD    | 51, 61                              |
| 1998-03-30 | 반덴베르그 | Delta II 7920-10C | 55, 57, 58, 59, 60                  |
| 1998-04-07 | Baikonur   | Proton-K/17S40    | 62, 63, 64, 65, 66, 67, 68          |
| 1998-05-02 | 타이위안   | 창정 2C-III/SD    | 69, 71                              |
| 1998-05-17 | 반덴베르그 | Delta II 7920-10C | 70, 72, 73, 74, 75                  |
| 1998-08-19 | 타이위안   | 창정 2C-III/SD    | 3, 76                               |
| 1998-09-08 | 반덴베르그 | Delta II 7920-10C | 77, 79, 80, 81, 82                  |
| 1998-11-06 | 반덴베르그 | Delta II 7920-10C | 2, 83, 84, 85, 86                   |
| 1998-12-19 | 타이위안   | 창정 2C-III/SD    | 11a, 20a                            |
| 1999-06-11 | 타이위안   | 창정 2C-III/SD    | 14a, 21a                            |
| 2002-02-11 | 반덴베르그 | Delta II 7920-10C | 90, 91, 94, 95, 96                  |
| 2002-06-20 | 플레세츠크 | 로콧/Briz-KM      | 97, 98                              |

^ 
이리듐 위성 수는 실패와 교체를 이유로 시간이 지남에 따라 변화되었다.

## 같이 보기
- 위성 전화
- 글로벌스타
- 인텔샛
- 인마샛
- 무선 전화